# Alassane Ouattara
Alassane Dramane Ouattara, soprannominato anche ADO (Dimbokro, 1º gennaio 1942), è un politico ed economista ivoriano, presidente della Costa d'Avorio dal 2010 e primo ministro dal 1990 al 1993.
Economista di professione, ha lavorato al Fondo Monetario Internazionale (FMI), è primo ministro della Costa d'Avorio dal 1990 al 1993 e presidente del Raggruppamento dei Repubblicani (RDR) dal 1999. Non può candidarsi alle elezioni presidenziali del 1995 e alle elezioni presidenziali del 2000 a causa del concetto di "Ivoirité".
Candidato alle elezioni presidenziali del 2010, è stato eletto presidente con il 54,1% dei voti secondo la commissione elettorale indipendente e la quasi totalità della comunità internazionale. Esercita pienamente le sue funzioni di capo di Stato dopo l'arresto di Laurent Gbagbo, che sconfitto alle elezioni si rifiutò di cedere il potere. La sua investitura a capo di Stato ha avuto luogo il 21 maggio 2011. Nell'ottobre del 2015 in elezioni politiche pacifiche viene riconfermato presidente della Repubblica.

## Famiglia
Figlio di Dramane Ouattara, insegnante e ricco commerciante, e di Hadja Nabintou Ouattara (nata Cissé), è discendente dell'imperatore Sékou Oumar Ouattara (1665-1745), fondatore dell'Impero Kong, a cavallo tra il Mali, il Ghana, il Burkina Faso e la Costa d'Avorio.
Nel 1984, Alassane Ouattara, allora vice-governatore della Banca centrale degli Stati dell'Africa dell'ovest (BCEAO) a Dakar, incontra Dominique Nouvian, imprenditrice che gestisce le proprietà del presidente ivoriano Félix Houphouët-Boigny e del suo omologo del Gabon Omar Bongo nel gruppo Aici gestisce il franchising Jacques Dessange negli Stati Uniti. La sposò il 24 agosto 1991, nel XVI municipio di Parigi.

## Carriera di economista
Inscritto all'istituto di tecnologia di Drexel e dopo all'Università della Pennsylvania grazie all'ottenimento di una borsa di studio, consegue nel 1967 un master in economia. Entrato come economista al Fondo Monetario Internazionale l'anno successivo, continuò i suoi studi e ottenne il dottorato in Scienze economiche nel 1972.
Un anno più tardi, entra a far parte della BCEAO, di cui è vice-governatore dal 1983 al 1984. Poi torna al Fondo Monetario Internazionale per assumere la carica di direttore del dipartimento d'Africa a partire dal novembre 1984, e nell'ottobre 1988 diviene governatore della BCEAO.
Dal luglio 1994 al luglio 1999 ricopre la carica di direttore generale aggiunto del Fondo Monetario Internazionale.

## Carriera politica

### Primo ministro (1990-1993)
Il 18 aprile 1990, fu chiamato dal presidente Félix Houphouët-Boigny, per risolvere la crisi finanziaria causata dalla caduta dei prezzi delle materie prime e dal peso del debito pubblico. Alassane Ouattara era in quel momento consigliere speciale del direttore generale del Fondo Monetario Internazionale. Viene nominato presidente del Comitato Interministeriale per il coordinamento del programma di stabilizzazione e di ripresa economica. Successivamente viene nominato primo ministro, funzione creata appositamente con un emendamento alla Costituzione il 7 novembre 1990. Pochi giorni dopo si sono tenute le prime elezioni multipartitiche, che sono state vinte dal Partito Democratico della Costa d'Avorio, il vecchio partito unico di cui Alassane Ouattara era membro.
Come primo ministro, segue una politica di rigore fiscale che è molto sentita dalla popolazione, ma il programma di stabilizzazione e ripresa economica attuato (svalutazione del Franco CFA, riduzione delle spese, ampliamento della base imponibile, privatizzazioni…) sana le finanze pubbliche e ripristina la fiducia dei finanziatori. Inoltre seguendo la politica migratoria adottata dal presidente Félix Houphouët-Boigny crea un permesso di soggiorno per lavoratori stranieri in Costa d’Avorio. Nel frattempo aumentano i potenziali “eredi” del presidente Félix Houphouët-Boigny, che era gravemente malato. Alassane Ouattara, assume secondo la Costituzione la carica di primo ministro e presidente della Repubblica, perché il presidente Félix Houphouët-Boigny è costretto a frequenti ricoveri all'estero. Il presidente dell'Assemblea Nazionale, Henri Konan Bédié fece modificare la Costituzione nel 1990, prevedendo che in caso di morte del presidente della Repubblica, la carica sarebbe stata assunta non più dal primo ministro per traghettare il paese ad elezioni, ma ad interim dal presidente dell'Assemblea Nazionale. Il 7 dicembre 1993, Alassane Ouattara pronuncia alla RadioTelevisione ivoriana un discorso in cui annuncia la morte di Félix Houphouët-Boigny e dichiara che la «Costa d'Avorio è orfana». Si dimette due giorni dopo, come prevedeva la modifica della Costituzione del 1990, e allo stesso momento Henri Konan Bédié presidente della Repubblica ad interim nomina come primo ministro Daniel Kablan Duncan.

### Presidenza di Henri Konan Bédié (1993-1999)
Dopo aver lasciato l'incarico di primo ministro, Alassane Ouattara inizia una « traversata nel deserto» e diventa nel luglio 1994 direttore generale aggiunto del Fondo Monetario Internazionale: è il primo africano a occupare una posizione di questo rilievo all'interno delle istituzioni internazionali. Ha sotto la propria responsabilità oltre 80 paesi e sostituisce il direttore generale Michel Camdessus, quando assente.
Nel dicembre 1994, l'Assemblea Nazionale approva un emendamento al codice elettorale, prevedendo che nessuno può essere eletto presidente della Repubblica se non è ivoriano di nascita, se non lo sono il padre e la madre, se non ha risieduto in via continuativa in Costa d'Avorio nel corso dei cinque anni precedenti alle elezioni e se ha cittadinanza di un altro stato. Questo è alla base del concetto xenofobo di "ivorianità", appositamente creato per impedire la candidatura di Alassane Ouattara di cui gli oppositori dicono che il padre ha origini del Burkina Faso e che ha anche il domicilio a Washington essendo direttore generale aggiunto del Fondo Monetario Internazionale. L'"ivorianità" provoca l'esclusione dalla vita politica e sociale di buona parte della popolazione ivoriana, essendo un paese a forte componente migratoria incoraggiata dal presidente Félix Houphouët-Boigny per favorire lo sviluppo del paese. L'"ivorianità", in particolare tende ad escludere geograficamente la popolazione del nord della Costa d'Avorio, in maggioranza musulmana, in gran parte sostenitrice di Alassane Ouattara. Questo concetto razziale portato a legge dello Stato, fa esplodere odio e violenza politica in Costa d'Avorio. Nonostante le pressioni il presidente Henri Konan Bédié rifiuta di eliminare questa modifica alla legge elettorale e Alassane Ouattara rinuncia a presentarsi. Il "Fronte repubblicano", si allea con il "Fronte popolare" di Laurent Gbagbo e l'Unione dei repubblicani della Costa d'Avorio che sostiene Alassane Ouattara, decide di boicottare le elezioni. Henri Konan Bédié viene eletto il 22 ottobre 1995, con il 96,44 % dei voti.
Alassane Ouattara si dimette da direttore generale aggiunto del Fondo Monetario Internazionale il 31 luglio 1999 per fare ritorno alla vita politica. Il giorno successivo in una conferenza che si svolge presso il palazzo sportivo di Treichville, viene designato dai suoi sostenitori presidente dell'RDR, partito centrista e liberale fondato dal deputato Djéni Kobina cinque anni prima. Annuncia la sua intenzione di correre per le elezioni presidenziali ivoriane del 2000, ritenendo di possedere tutti i requisiti di eleggibilità, sulla base della nazionalità, della parentela e della residenza. Ma i poteri che erano contro di lui inviarono un mandato di cattura per «falsa identità e l'uso di falsi documenti amministrativi», che lo spinse in esilio in Francia dal settembre 1999 al dicembre 1999.

### Comitato Nazionale di Salvezza Pubblica (1999-2000)
A Natale del 1999, scoppia un ammutinamento ad Abidjan. Il generale Robert Guéï prende il comando del movimento, che si trasforma in un colpo di Stato contro il presidente Henri Konan Bédié. Mentre i prigionieri politici vengono liberati, Alassane Ouattara, che come Laurent Gbagbo parla di "rivoluzione dei garofani", rientra dall'esilio il 29 dicembre 1999. Robert Guéï crea un governo di transizione composto da militari e civili. Viene costituito un comitato consultivo da militari e dai rappresentanti di tutti i partiti, per elaborare una nuova Costituzione da sottoporre al voto della popolazione nel minor tempo possibile. Le proposte della commissione sui requisiti di nazionalità per correre alla presidenza della Repubblica non sono meno rigidi di quelli precedenti: possono candidarsi solo coloro che sono ivoriani e di padre e madre ivoriani. Questa proposta crea forti tensioni: nel maggio 2000 i ministri del partito RDR escono dal governo. Alassane Ouattara, ufficialmente investito come candidato per l'Unione dei repubblicani della Costa d'Avorio il 14 agosto 2000, come altre tredici figure politiche, vede la sua candidatura alle elezioni presidenziali annullata dalla Corte Suprema per "dubbia nazionalità", sulla base della nuova Costituzione approvata per referendum nel luglio 2000. Alle elezioni presidenziali del 22 ottobre del 2000 parteciparono Robert Guéï e Laurent Gbagbo mentre venne escluso Alassane Ouattara. Guéï si dichiarò vincitore, e ciò provocò la rivolta dei fedeli di Gbagbo che costrinsero Guéï a fuggire, così Gbagbo diviene presidente. Il 25 ottobre viene scoperta la "fossa comune di Yopougon", in cui vennero accatastati i cadaveri di 57 sostenitori di Ouattara

### Oppositore di Laurent Gbagbo (2000-2011)
Poche settimane dopo, la candidatura di Alassane Ouattara, che vuole presentarsi alle elezioni legislative nella città di Kong, è ancora respinta dalla Corte Suprema mentre era stato ritenuto ammissibile dalla commissione elettorale. Il partito RDR decide di organizzare una manifestazione, prontamente repressa e invita a boicottare le elezioni. Alassane Ouattara si rifugiò nuovamente in Francia nel novembre 2000 mentre l'Unione dei repubblicani della Costa d'Avorio acquistava sempre maggiore consenso nel paese: nelle elezioni municipali del marzo 2001 RDR vince in 64 comuni, contro 59 del PCDI e 33 del FPI del presidente Gbagbo. Alassane Ouattara tornato in Costa d'Avorio il 30 novembre 2001 per partecipare al "Forum per la riconciliazione nazionale", giorni di ascolto e dialogo che coinvolge i responsabili politici chiave del paese, organizzato da Laurent Gbagbo sotto la pressione della comunità internazionale. Un incontro per assicurare il ritorno alla pace e alla stabilità è stato organizzato il 22 gennaio 2002 a Yamoussoukro, tra i leader dei quattro principali partiti politici della Costa d'Avorio: l'RDR (Alassane Ouattara), il Partito Democratico della Costa d’Avorio (Henri Konan Bédié), il Fronte Popolare Ivoriano (Laurent Gbagbo) e l'Unione per la Democrazia e la Pace in Costa d’Avorio (Robert Guéï). Questa si traduce in dieci raccomandazioni, che come le risoluzioni del forum non saranno mai applicate. Il 19 settembre 2002 c'è un tentativo di colpo di Stato militare dei ribelli del Nord, contemporaneamente a Abidjan, Bouaké e Korhogo, che viene usato dalle forze fedeli a Laurent Gbagbo per sbarazzarsi degli avversari politici, tra cui l'uccisione dell'ex capo di Stato Robert Guéï, generalmente ad esse attribuita. Il 20 settembre, Alassane Ouattara ha rischiato di essere assassinato: la sua proprietà situata alle rive della lagune Ébrié a Cocody, è stata incendiata e saccheggiata dai sostenitori di Laurent Gbagbo ("squadroni della morte"), con la moglie che ha scalato il muro che separava la sua residenza dall'ambasciata tedesca dove si rifugiò. Da quella data una ribellione dei sostenitori di Alassane Ouattara occupa la metà settentrionale del paese. Alassane Ouattara si sente minacciato ad Abidjan, così due mesi dopo prende la via dell'esilio in Gabon e poi in Francia.
Alassane Ouattara firma gli accordi di pace Linas-Marcoussis (gennaio 2003), di Accra II (marzo 2003) e III (luglio 2004), per porre fine alla crisi politica e militare. Nell'aprile 2005, una mediazione guidata dal presidente sudafricano Thabo Mbeki spinge Laurent Gbagbo a accettare la candidatura di Alassane Ouattara alle elezioni presidenziali previste per il prossimo mese di ottobre. L'elezione è stata rinviata ufficialmente per ritardi nella preparazione. Il 26 gennaio 2006, Alassane Ouattara torna in Costa d'Avorio dopo tre anni di esilio in Francia per la campagna delle elezioni presidenziali prossime. Laurent Gbagbo, Alassane Ouattara, Henri Konan Bédié e il capo dei ribelli Guillaume Soro si incontrano il 28 febbraio 2006 e il 5 settembre successivo a Yamoussoukro, per cercare di rilanciare il processo di pace. Il 4 aprile 2007, ai sensi dell'accordo di Ouagadougou, che mirava a rilanciare il processo di pace nel paese, il leader delle Forces nouvelles Guillaume Soro viene nominato primo ministro.

### Presidente della Repubblica (dal 2011)

#### Elezioni Presidenziali del 2010
Dopo essere state respinte sei volte da Laurent Gbagbo, le elezioni presidenziali vengono finalmente svolte alla fine del 2010. Quattordici i candidati in lista. Al primo turno, il 31 ottobre, Alassane Ouattara ottiene il 32,07% dei voti ed è secondo dietro il presidente uscente Laurent Gbagbo, che raccoglie il 38,04% dei voti. Il 7 novembre, Alassane Ouattara ottiene il sostegno di Henri Konan Bédié, che è arrivato terzo con il 25,24% dei voti; trascorsi tre giorni i partiti di Ouattara e Bédié si uniscono nel Rassemblement dei houphouétistes per la democrazia e la pace (RHDP), che riunisce i quattro principali partiti dell'opposizione.
Nel secondo turno tenutosi il 28 novembre 2010, l'affluenza è stata pari all'81,1%. Entrambe le parti si accusano di aver impedito il voto degli elettori in alcune zone. Il 2 dicembre, i risultati forniti dalla commissione elettorale indipendente, che non è l'autorità per il rilascio dei risultati finali, danno vincitore Alassane Ouattara con il 54,10% dei voti. Lo stesso giorno il Consiglio Costituzionale, composto quasi interamente da sostenitori di Laurent Gbagbo, invalida i risultati proclamando il presidente uscente rieletto con il 51,45% dei voti invalidando i risultati in sette dipartimenti del Nord (circa il 13% dei votanti) con il pretesto della frode. I rappresentanti dell'Unione europea, Catherine Ashton e il segretario generale dell'ONU, Ban Ki-moon, dal canto loro, riconoscono vincitore delle elezioni Alassane Ouattara. I presidenti francese Nicolas Sarkozy americano Barack Obama e quasi tutta la comunità internazionale, fanno un appello a Laurent Gbagbo a lasciare il potere · .
Alassane Ouattara e Laurent Gbagbo prestano giuramento il 4 dicembre 2010. Alassane Ouattara rinnova l'allora primo ministro in carica Guillaume Soro dopo che quest'ultimo ha riconosciuto l'esito delle elezioni e rassegnato le dimissioni a Laurent Gbagbo, mentre quest'ultimo nomina al suo fianco Gilbert Marie N'gbo Aké come primo ministro.

#### Tensioni dopo lo scrutinio
Con il suo governo, i suoi consiglieri e i suoi più stretti collaboratori, Alassane Ouattara è recluso all'Hôtel du Golf, assediato dalle forze di Laurent Gbagbo e protetto da 900 caschi blu dell'Onu. Alassane Ouattara inizialmente rifiuta l'uso della forza per far lasciare il potere al presidente uscente, ottiene il sostegno di molti Stati esteri, nonché degli organismi economico e finanziari sia a livello regionale (Banca Centrale degli Stati dell’Africa dell’Ovest) che internazionale. Attraverso risoluzioni Onu si paralizza l'economia del Paese nel tentativo di asciugare le finanze dello Stato ivoriano ancora sotto il controllo di Laurent Gbagbo utilizzate anche per armamenti e reclutamento nelle proprie file di mercenari provenienti dai paesi limitrofi.
La situazione di stallo che si determina non soddisfa nessuno dei protagonisti: dopo aver tentato tutte le vie diplomatiche possibili, Alassane Ouattara ammette che «i mezzi pacifici sono esauriti». Ai primi di marzo sale la tensione all'ovest del paese dove le Forces nouvelles prendono il controllo di nuovi territori. Il 28 marzo, una vasta offensiva delle forze pro-Ouattara, rinominate Forces républicaines de Côte d'Ivoire (FRCI), viene lanciata: entro pochi giorni assumono il controllo della capitale politica Yamoussoukro e il porto strategico di San Pédro, per dirigersi verso Abidjan. Le FRCI avanzano senza incontrare alcuna reale resistenza, l'esercito regolare e la gendarmeria si schierano con Alassane Ouattara. Laurent Gbagbo e sua moglie si nascondono nella residenza presidenziale protetti dagli ultimi fedelissimi. Il 9 aprile, colpi di mortaio colpiscono l'Hôtel du Golf dove Alassane Ouattara risiede. La residenza presidenziale viene assediata dalle FRCI fino a quando Laurent Gbagbo viene arrestato con la moglie Simone, l'11 aprile 2011. Condotto all'Hôtel du Golf, è stato trasferito due giorni dopo a Korhogo (nord della Costa d'Avorio). In seguito Gbagbo è stato consegnato alla Corte penale internazionale dove è detenuto con l'accusa di crimini contro l'umanità.

#### Esercizio del potere
I media insistono sul fatto che Alassane Ouattara deve prima ripristinare la sicurezza e riconciliare gli ivoriani divisi da mesi di crisi che hanno causato 3000 morti. Il giorno dell'arresto di Laurent Gbagbo, Alassane Ouattara pronuncia un discorso in cui annuncia il desiderio di creare una «Commissione verità e riconciliazione per far luce su tutti i massacri, i crimini e le altre violazioni dei diritti umani», e invita «ad astenersi da qualsiasi atto di rappresaglia e violenza». Due giorni dopo comunica che ha contattato il procuratore della Corte penale internazionale, Luis Moreno Ocampo, per chiedere di avviare indagini sui massacri commessi. Inoltre per favorire la ripresa economica (4400 miliardi di franchi CFA sono stati persi durante la crisi, la crescita è scesa a - 8%, le esportazioni di cacao sono state fermate), propone un piano di emergenza di 45 miliardi di franchi CFA.
In una decisione del 4 maggio 2011, il Consiglio costituzionale ivoriano «proclama il signor Alassane Ouattara presidente della Repubblica» il quale «prende atto della decisione presa». Due giorni dopo, il 6 maggio, presta giuramento al palazzo presidenziale d'Abidjan, in presenza di funzionari di governo, diplomatici, ufficiali militari, capi di partiti politici. La cerimonia di investitura avviene in presenza dei capi di Stato di stranieri il 21 maggio a Yamoussoukro.
Il quarto governo Guillaume Soro viene costituito il 1º giugno 2011. È composto da 36 ministri, tra cui quattordici membri di RDR, otto membri del PDCI e cinque rappresentanti delle Forces nouvelles; gli altri ministri sono espressione della società civile e dei partiti minori. Il FPI, il cui comitato centrale voleva il rilascio di Laurent Gbagbo, non partecipa al governo. Il 9 agosto successivo il presidente Ouattara chiede ai ministri di firmare un "codice etico" per lottare contro corruzione e nepotismo.
Il 20 luglio 2011, Alassane Ouattara ha firmato un decreto per la creazione di una commissione nazionale d'inchiesta ("Commissione dialogo, verità e riconciliazione") sulle violenze post-elettorali del 2010-2011. Questa commissione, che avrà sei mesi di tempo per riferire le sue conclusioni e raccomandazioni, deve indagare in forma «non giudiziaria», ma aiutare a capire «come e perché tali violazioni gravi e di massa» dei diritti umani sono state commesse. Presieduta dall'exprimo ministro Charles Konan Banny, la commissione d'inchiesta dovrà lavorare «in perfetta sinergia con tutte le organizzazioni nazionali e internazionali di difesa dei diritti dell'uomo».
A seguito delle elezioni parlamentari del 2011, boicottate dal partito di Laurent Gbagbo, il Raggruppamento dei Repubblicani ottiene la maggioranza assoluta dei seggi in assemblea nazionale. Dal febbraio 2012 Alassane Ouattara diviene presidente della Comunità Economica degli Stati dell’Africa dell’Ovest (Cédéao) Nell'ottobre del 2015 in elezioni politiche pacifiche viene confermato presidente della Repubblica.

## Date chiave della carriera
- Aprile 1968 - Agosto 1973: economista al Fondo Monetario Internazionale
- Agosto 1973 - Febbraio 1975: Project manager presso la Banca centrale degli Stati dell’Africa dell’Ovest (BCEAO)
- Febbraio 1975 - Dicembre 1982: Consigliere speciale del governatore e direttore degli studi della BCEAO
- Gennaio 1983 - Ottobre 1984 :Vice governatore della BCEAO
- Novembre 1984 - ottobre 1988: Direttore del dipartimento d'Africa al Fondo Monetario Internazionale
- Maggio 1987 -Ottobre 1988: Consigliere speciale del direttore generale del FMI
- Ottobre 1988 - Dicembre 1993: Governatore della BCEAO
- Aprile - Novembre 1990: Presidente del comitato interministeriale per il coordinamento del programma di stabilizzazione e di ripresa economica della Costa d'Avorio
- Novembre 1990 - Dicembre 1993: Primo ministro
- dal dicembre 1993: Governatore onorario della BCEAO
- Luglio 1994 - Luglio 1999: Direttore Generale aggiunto del Fondo Monetario Internazionale
- dal giugno 1999: Presidente fondatore dell'Istituto internazionale per l'Africa (IIA)
- dall'agosto 1999: Presidente del Unione dei repubblicani della Costa d'Avorio (RDR)
- Dicembre 2010: proclamato vincitore delle elezioni presidenziali dopo l'annuncio dei risultati provvisori da parte del presidente della Commissione elettorale indipendente (CEI), presta giuramento in «qualità di presidente della Costa d'Avorio» e rinnova Guillaume Soro primo ministro
- Maggio 2011: proclamato Presidente della Repubblica
- da febbraio 2012: Presidente della Comunità Economica degli Stati dell’Africa dell’Ovest (Cédéao)[40]
- Ottobre 2015: confermato Presidente della Repubblica

## Onorificenze

### Onorificenze ivoriane
Personalmente è stato insignito del titolo di: